# 산카를로카나베세
산카를로카나베세는 이탈리아 토리노 광역시의 코무네로, 토리노 북서쪽으로 약 20 킬로미터 (12 mi) 떨어져 있다. 이 도시는 16세기에 키리에의 후작령으로부터 독립하여 세워졌다. 1827년까지 이곳의 이름은 고대 게르만어 "Wald" (숲)에서 유래한 "바우다 디 키리에"였다. 같은 시대부터 이 작은 마을에는 포병 사격장이 있었다. 유일한 기념물은 아바티아 교회의 잔해인 작은 교회이다. 이 교회는 로마네스크 건축의 일부, 즉 탑과 후진을 보존하고 있으며, 성모 마리아에게 헌정되었다. 또한 후진을 장식하고 15세기에 제작된 주목할 만한 프레스코 벽화도 있다.
산카를로카나베세는 다음 코무네와 접한다: 로카카나베세, 바우다카나베세, 놀레, 프론트, 산프란체스코알캄포, 키리에, 산마우리치오카나베세.